# Piper porveniricola
Piper porveniricola är en pepparväxtart som beskrevs av William Trelease. Piper porveniricola ingår i släktet Piper och familjen pepparväxter. Inga underarter finns listade i Catalogue of Life.